# ダウェイ
ダウェイ（ビルマ語: ထားဝယ်(မြို့)、ALA-LC翻字法: Thā" vayʻ (mrui')、ビルマ語発音: [dəwɛ̀ (mjo̰)] ダウェー(・ミョウ); 英: Dawei）はミャンマー南東部の都市で、タニンダーリ管区の中心都市。以前はタヴォイ（Tavoy）と呼ばれた。首都ヤンゴンから南におよそ600キロメートル、ダウェイ川の北岸に位置する。人口は2004年の推計で13万9900人。ダウェイ川三角江に築かれた港町であるため、モンスーンの時期には洪水の被害に遭い易い。

## 語源
ダウェイという地名はモン語で〈結跏趺坐〉を表す語に由来する（cf. ဂဇံထဝါဲ〈結跏趺坐する〉）。モン語の世界起源に関する書物 မူလမူလီ（ラテン文字転写: Mūlamūlī）によればある時釈尊は現在のタニンダーリ管区に来て空中で結跏趺坐を行ったが、その下がこの地であった。なおモン語 ထဝါဲ はビルマ語に借用されて ထက်ဝယ် thakʻ vayʻ /tʰɛʔwɛ̀/ テッウェー と転訛し、動詞 ထက်ဝယ်ဖွဲ့ခွေ thakʻ vayʻ phvai' khve /tʰɛʔwɛ̀ pʰwɛ̰ kʰwè/ テッウェープェクェー〈結跏趺坐する〉の語源ともなった。

## 歴史
ダウェイ川の河口には昔からモン族、カレン族、タイ族などが暮らしてきた。現在の市街は1751年にアユタヤ王朝のさほど重要でもない港として建設された。それから第一次英ビルマ戦争の結果イギリスに併合される1826年まで、シャムとビルマが交互に支配し続けた。

## 経済
2010年にイタルタイ社（ITD）がダウェイ港をパナマックス化する（Panamax ports）深海港建設事業を受注したが、計画段階に留まっている。

## 交通
- タニンダーリ線（英語版） (ダウェイ駅、ダウェイポート駅)
- ダウェイ空港
- ダウェイ港

南部経済回廊（Southern Economic Corridor）（ブンタウ（ブンタウ港）-ホーチミン市-プノンペン-シアヌークビル-バンコク-ダウェイ（ダウェイ港））
- ダウェイバスターミナル

## 特産品
特産品として、ダウェイ・ロンジーという民族衣装や、ゴム、干物、チークが挙げられる。カシューナッツやビンロウも中国のトレーダーを通じてインドやタイに輸出されている。また、パイナップル、マンゴー、マンゴスチン、そして「果物の王様」ドリアンなどのトロピカルフルーツの産地としても知られる。ダウェイではこれらの果物をまとめて「ジンティ」と呼ぶ。

## 観光名所
近郊のマウンマガン村にはミャンマーでも人気のビーチがあり、植民地時代にはイギリス人の避暑地となっていた。
市街から車で数時間も行くと多くの温泉地がある。
ダウェイから車で30分ほど行くと、ミャンマー南部最大であった涅槃仏がある（現在の南部最大は世界最大でもあるモン州・ムドン近郊のウィンセントーヤ）。最寄りの都市はイェイピュ。

## ギャラリー

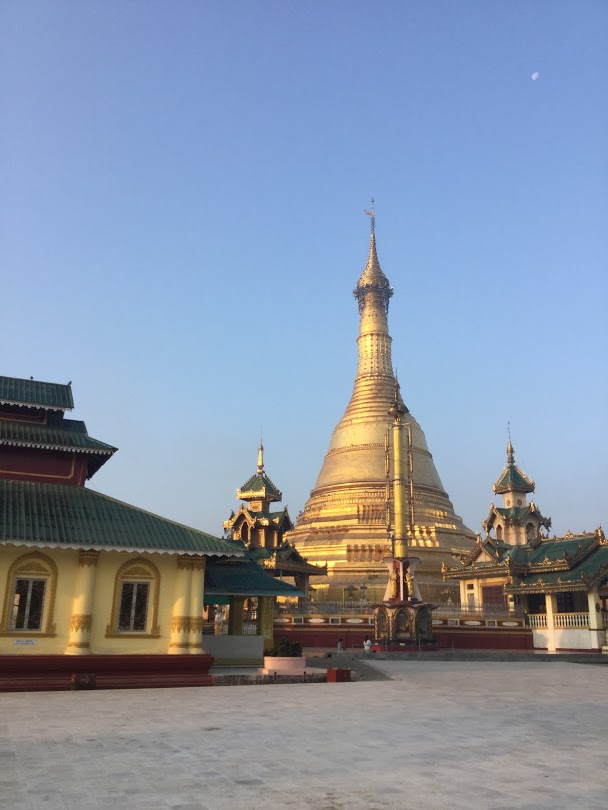
Shwe Taung Zar Pagoda